# Мартин реліктовий
Мартин реліктовий (Ichthyaetus relictus) — вид мартинів з роду Ichthyaetus.

## Поширення
Птах гніздиться на сході Казахстану (у двох місцях), у Сибіру, в Монголії та на півночі Китаю. Найбільша колонія знаходиться на озері Хонцзянь-Нур в китайській провінції Шеньсі (до 5000 пар). Взимку одні популяції переселяються до Південної Кореї, інші — на східне узбережжя Китаю, а треті — на Тибет або Сіньцзянське нагір'я.
Усі відомі гніздові колонії знаходяться нижче 1500 м, у посушливо-степовій зоні, на островах у солоних і слабосолоних озерах з коливанням рівня води. Гніздування не відбувається, якщо озера висихають, якщо острови прилягають до берега або якщо рівень води занадто високий, а острови стають занадто малими або заростають рослинністю.
У нерозмножувальний сезон мартини реліктові приурочені до припливних рівнин із більш твердим піщаним субстратом і плямами мулу або болота (зазвичай у зовнішніх частинах лиманів), які підтримують високу концентрацію молюсків. Також трапляються на піщаних пляжах у затоках і поблизу гирл річок.

## Опис
Птах має довжину від 44 до 45 см. Його оперення в основному біле зі світло-сірими надкрилами та деякими поодинокими чорними плямами на зовнішніх головних частинах. Розмножувальні особини мають чорну голову з сірувато-коричневим чолом і двома білими плямами у формі півмісяця навколо очей зверху та знизу. З іншого боку, поза сезоном розмноження вони мають лише деякі темні плями на криючих вух і задній частині тімені. Їхні ноги помаранчеві, а дзьоб червоний з чорною плямою біля кінчика.